# Saw IV
Saw IV (br: Jogos Mortais 4 ou Jogos Mortais IV) (prt: Saw IV - A Revelação) é o quarto filme da franquia de horror Saw. O longa-metragem é dirigido por Darren Lynn Bousman e tem como criadores, James Wan e Leigh Whannell, agora retornando como produtores-executivos. O filme é estrelado por Tobin Bell, Shawnee Smith, Costas Mandylor e Betsy Russell. Seguindo a tradição da série, Saw IV foi lançado na sexta-feira antes do Halloween. Apesar do assassino em série ter sido morto em Saw III, o filme continua a história de Jigsaw.

## Enredo
O filme se inicia com a autópsia de Jigsaw e a descoberta de uma fita gravada por ele, coberta com cera dentro de seu estômago, que, quando tocada pelo Detetive Hoffman, revela que os jogos apenas começaram e que ele espera que Hoffman tenha sucesso onde os outros falharam no teste já que ele é o único que resta. A cena seguinte mostra um mausoléu, onde Trevor e Art estão presos a uma armadilha. As pálpebras de Trevor foram costuradas, assim como a boca de Art, tornando a comunicação entre os dois impossível. Quando a armadilha começa a puxá-los, ambos entram em pânico, e Art mata Trevor para pegar a chave presa em sua coleira.
Enquanto isso, a polícia descobre o corpo da Detetive Kerry. Após reclamar com o Tenente Rigg por entrar por uma porta não examinada, Hoffman é apresentado aos agentes do FBI Strahm e Perez, que deduzem que Amanda Young, a aprendiz de Jigsaw, precisaria de ajuda no preparo da morte de Kerry, indicando a existência de um cúmplice.
Naquela noite, Rigg é atacado em sua casa e Hoffman desaparece. Quando Rigg desperta, uma fita o informa que o Detetive Matthews ainda está vivo, com noventa minutos para se salvar, e que a vida de Hoffman também está em jogo. Ele então recebe seu primeiro teste, encontrando uma mulher chamada Brenda sendo escalpelada lentamente. Ele a salva, apesar de Jigsaw aconselhá-lo a não fazer isso, e Brenda tenta atacá-lo com uma faca posteriormente; ele escapa do ataque e mata Brenda, descobrindo logo em seguida que ela foi instruída que Rigg estava lá para prendê-la por ser cafetina. Este teste tem o tema "veja o que eu vejo" para Rigg.
O próximo teste de Rigg acontece em um motel, onde ele recebe ordens para sequestrar o gerente, Ivan, que é revelado como um estuprador em série. Enfurecido ao ver cenas das ações de Ivan, Rigg prende Ivan em um teste pré-arranjado e para se salvar, ele teria que arrancar os próprios olhos. Ivan consegue arrancar seu olho direito, mas o tempo acaba e a armadilha em que ele estava preso o desmembra. Este teste tem o tema "Sinta o que eu sinto".
O teste seguinte de Rigg ocorre em uma escola onde Rigg agrediu um homem acusado de abusar da sua família, mas a carreira de Rigg foi salva por Hoffman. Em uma das salas de aula, Rigg descobre que o mesmo homem e sua esposa estão empalados um ao outro por diversos espetos de metal. Os espetos estão posicionados de forma a passar por pontos de circulação vital no corpo do homem, mas não em pontos vitais no corpo da mulher. Se ela tiver coragem de arrancar os espetos, seu marido agressivo irá sangrar até a morte e ela sobreviverá. Rigg entrega as chaves que prendem os dois para Morgan (que já havia matado o marido e concluído o teste) e diz que ela deve se soltar sozinha. Ele então aciona o alarme de incêndio para sinalizar a localização de Morgan. O tema deste teste é "salve como eu salvo".
Strahm e Perez chegam na cena do crime, onde se descobre que todas as vítimas foram defendidas por Art, que também é advogado de Jill Tuck, ex-esposa de Jigsaw. Perez encontra Billy, o boneco de Jigsaw, em um escritório. Ele diz que Strahm irá tirar a vida de um homem inocente e que o próximo passo dela é crítico. Ignorando o aviso e pistas anteriores que dizem que ela estaria em perigo, ela continua a investigar e Billy explode em seu rosto; ela é levada ao hospital em estado crítico. Furioso, Strahm interroga Jill, que conta o passado de Jigsaw. Ela estava grávida, mas perdeu o bebê quando Cecil Adams assaltou a clínica em que ela trabalha e bateu com a porta em sua barriga, causando um aborto. Ela e Jigsaw acabam se divorciando. Após descobrir que estava com câncer terminal, John sequestra Cecil e o coloca em uma armadilha em que ele teria que dilacerar seu rosto em várias facas para pressionar um botão que soltaria seus braços e pernas, ou ele sangraria até a morte. Cecil consegue sair da armadilha, mas acaba caindo em um emaranhado de arame farpado ao tentar atacar John. Strahm liga os fatos da história de Jill com o abatedouro Gideon, o local do teste final de Rigg.
Strahm chega no local mas se perde e acidentalmente encontra Jeff Reinhart (os eventos deste filme e do anterior se desenrolam ao mesmo tempo). Enquanto isso, Rigg chega no local do teste final. Dentro de uma sala estão Art, Matthews e Hoffman; foi revelado anteriormente que se a porta fosse aberta antes do tempo de Rigg acabar, a cabeça de Matthews seria esmagada por blocos de gelo e Hoffman seria eletrocutado por um aparelho. Rigg corre pela porta restando apenas um segundo; Matthews tenta impedí-lo com um tiro, mas acaba morto. Rigg atira em Art, enquanto em outra sala, Strahm mata Jeff (como Jigsaw dissera, ele mataria um homem inocente), sem saber que ele está procurando sua filha. Hoffman, que na verdade nunca esteve em perigo, se levanta e tranca Rigg e Strahm na fábrica.
O filme então mostra a cena da autópsia do início, revelando que ela ocorreu após os eventos mostrados. Hoffman novamente ouve que os jogos apenas começaram, que está errado em acreditar que tudo acabou por causa da morte de Jigsaw, e que ele não deveria pensar que não será testado.

## Elenco
| Ator               | Papel                  |
| ------------------ | ---------------------- |
| Tobin Bell         | John Kramer / Jigsaw   |
| Shawnee Smith      | Amanda Young           |
| Costas Mandylor    | Detetive Hoffman       |
| Betsy Russell      | Jill Tuck              |
| Scott Patterson    | Agente Strahm          |
| Lyriq Bent         | Sargento Rigg          |
| Athena Karkanis    | Agente Perez           |
| Justin Louis       | Art Blank              |
| Simon Reynolds     | Lamanna                |
| Donnie Wahlberg    | Detetive Eric Matthews |
| Angus Macfadyen    | Jeff Reinhart          |
| Bahar Soomekh      | Lynn Denlon            |
| Dina Meyer         | Kerry                  |
| Mike Realba        | Detetive Fisk          |
| Marty Adams        | Ivan                   |
| Sarain Boylan      | Brenda                 |
| Billy Otis         | Cecil                  |
| James Van Patten   | Dr. Hefner             |
| Kevin Rushton      | Trevor                 |
| Ingrid Hart        | Tracy                  |
| Janet Land         | Morgan                 |
| Ron Lea            | Rex                    |
| Joanne Boland      | Fotógrafa criminal     |
| Tony Nappo         | Gus                    |
| Emmanuelle Vaugier | Addison                |
| Noam Jenkins       | Michael                |
| Mike Butters       | Paul                   |
| J. Larose          | Troy                   |
| Oren Koules        | Homem                  |
| Kim Roberts        | Enfermeira Deborah     |
| Alison Luther      | Jane                   |